# Коселяцкий (Кормянский район)
Коселяцкий (бел. Касаляцкі) — посёлок в Литвиновичском сельсовете Кормянского района Гомельской области Беларуси.
На западе граничит с лесом.

## География

### Расположение
В 10 км на северо-восток от Кормы, в 65 км от железнодорожной станции Рогачёв (на линии Могилёв — Жлобин), в 120 км от Гомеля.

### Гидрография
На реке Сож (приток реки Днепр).

## Транспортная сеть
Транспортные связи по просёлочной, затем автомобильной дороге Корма — Литвиновичи. Жилая застройка деревянная усадебного типа.

## История
В 1964 году на размытой дождём лесной дороге, которая ведет к поселку, было найдено большое количество восточных монет IX века, что свидетельствует о деятельности человека в этих местах с давних времён. Современный посёлок основан в конце XIX века Согласно переписи 1897 года хутор, действовала водяная мельница, в Кормянской волости Рогачёвском уезде Могилёвской губернии. Наиболее активная застройка велась в 1920-е годы. В 1932 году жители вступили в колхоз. Во время Великой Отечественной войны 22 ноября 1943 года освобождена от немецких оккупантов. Согласно переписи 1959 года располагалась птицефабрика «Сож».

## Население

### Численность
- 2004 год — 1 хозяйство, 2 жителя.

### Динамика
- 1897 год — 1 двор, 2 жителя (согласно переписи).
- 1959 год — 48 жителей (согласно переписи).
- 2004 год — 1 хозяйство, 2 жителя.